# 진천역사테마공원
진천역사테마공원(鎭川歷史테마公園, Jincheon History Theme Park)은 대한민국 충청북도 진천군에 있는 공원 및 스포츠 시설이다.

## 참고 문헌
- 《전국 공공체육 시설 현황 (2017년말 기준)》. 대한민국 문화체육관광부. 2019.